# John T. Rich

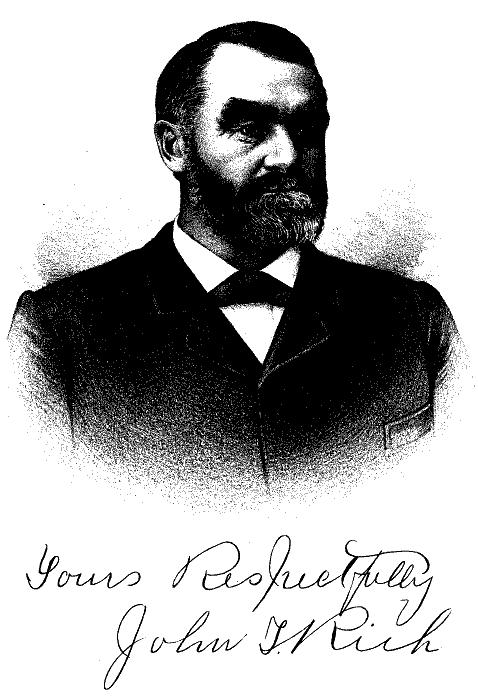
John T. Rich.

John Treadway Rich, född 23 april 1841 i Conneautville, Pennsylvania, död 28 mars 1926 i St. Petersburg, Florida, var en amerikansk republikansk politiker. Han representerade delstaten Michigans sjunde distrikt i USA:s representanthus 1881–1883. Han var den 23:e guvernören i Michigan 1893–1897.
Rich föddes i Pennsylvania nitton dagar efter att John Tyler hade tillträtt sitt ämbete som USA:s president. Av den anledningen har hans initial ibland felaktigt uttytts som Tyler. Familjen Rich flyttade 1846 till Vermont och två år senare vidare till Michigan.
John Tyler Rich arbetade som jordbrukare och gifte sig den 12 mars 1863 med Lucretia M. Winship. Kongressledamot Omar D. Conger avgick 1881 från representanthuset för att tillträda som senator och efterträddes av Rich. Han efterträddes i sin tur 1883 av Ezra C. Carleton. Rich efterträdde 1893 Edwin B. Winans som guvernör och efterträddes 1897 av Hazen S. Pingree.
Rich avled 1926 i Florida och gravsattes på Mount Hope Cemetery i Lapeer i Michigan.